# Tortella erosodentata
Tortella erosodentata là một loài rêu trong họ Pottiaceae. Loài này được Sakurai mô tả khoa học đầu tiên năm 1949.